# 1-Tetralon
1-Tetralon ist ein bicyclischer aromatischer Kohlenwasserstoff mit α-ständiger Ketogruppe (Benzocycloalkanon), das auch als benzoanelliertes Cyclohexanon aufgefasst werden kann und als Ausgangsstoff für Agro- und Pharmawirkstoffe Verwendung findet.

## Vorkommen und Darstellung
Der Grundkörper des α-Tetralons kommt auch in Naturstoffen vor, wie z. B. in dem so genannten Aristelegone A (4,7-Dimethyl-6-methoxy-1-tetralon) aus der in der traditionellen chinesischen Medizin verwendeten Familie der Aristolochiaceae.

### 1-Tetralon durch Oxidation von Tetralin
Wie bereits 1933 von Heinrich Hock beschrieben, neigt Tetralin zur Autoxidation und bildet mit Luftsauerstoff allmählich das 1-Hydroperoxid. Die schwermetallionenkatalysierte Luftoxidation von Tetralin mit Cr3+ oder Cu2+ in flüssiger Phase führt über das Hydroperoxid zu einem Gemisch aus der Zwischenstufe 1-Tetralol und dem Endprodukt 1-Tetralon.
Wegen der praktisch identischen Siedepunkte der Hauptkomponente 1-Tetralon (255–257 °C) und der Nebenkomponente 1-Tetralol (255 °C) wird letztere durch chemische Umsetzung entfernt.

### 1-Tetralon durch Friedel-Crafts-Reaktion von 4-Phenylbuttersäure
Die Ausgangsverbindung 4-Phenylbuttersäure (dessen Natriumsalz Natriumphenylbutyrat zur Behandlung der Hyperammonämie eingesetzt wird) ist aus 3-Benzoylpropionsäure über katalytische Hydrierung an einem Palladium-Kontakt mit einer Ausbeute von 96 % zugänglich. 3-Benzoylpropionsäure selbst ist durch eine nach Robert Downs Haworth benannte Haworth-Reaktion (einer Variante der Friedel-Crafts-Reaktion) aus Benzol und Bernsteinsäureanhydrid in 77- bis 82%iger Ausbeute erhältlich.
Ein neueres Patent beansprucht die Synthese von 4-Phenylbuttersäure über eine Friedel-Crafts-Acylierung von Benzol und γ-Butyrolacton mit Aluminiumchlorid bei 60 °C und Aufarbeitung mit verdünnter Natronlauge und anschließendem Ansäuern in 94%iger Rohausbeute und 81 % Reinstausbeute.
Die intramolekulare Cyclisierung der 4-Phenylbuttersäure zu 1-Tetralon in 75- bis 86%iger Ausbeute kann durch Erhitzen mit Polyphosphorsäure herbeigeführt werden.
Die säurekatalysierte Cyclisierung kann auch mit Methansulfonsäure durchgeführt werden. Dieser Reaktionsweg mit Ausbeuten zwischen 23 und 80 % ist als Arbeitsvorschrift für den Chemieunterricht beschrieben worden.
Auch durch Zugabe katalytischer Mengen an starken Lewis-Säuren, wie z. B. dem relativ einfach zugänglichen Bismut (III)-bis(trifluormethansulfonyl)amid Bi(NTf2)3  kann 4-Phenylbuttersäure bei 180 °C quantitativ in 1-Tetralon überführt werden.

### 1-Tetralon durch Friedel-Crafts-Reaktion von 4-Phenylbuttersäurechlorid
Deutlich kürzere Reaktionszeiten als die Friedel-Crafts-Acylierung mit 4-Phenylbuttersäure ermöglicht die Verwendung des Säurechlorids (durch Umsetzung mit Phosphorpentachlorid) mit überstöchiometrischen Mengen von Zinn(IV)-chlorid SnCl4, wobei nach der Methode B der Vorschrift Gesamtausbeuten von 85 bis 91 % erzielt werden.
4-Phenylbuttersäurechloride mit elektronenabgebenden Gruppen (Elektronendonatoren) können bereits in dem starke Wasserstoffbrückenbindungen ausbildenden Lösungsmittel Hexafluorisopropanol HFIP unter milden Reaktionsbedingungen in Ausbeuten größer 90 % zu 1-Tetralonen cyclisiert werden.

### 1-Tetralon durch Friedel-Crafts-Reaktion von γ-Butyrolacton
Die Acylierung von Benzol mit γ-Butyrolacton mit überschüssigem Aluminiumchlorid liefert nach Methode A α-Tetralon in Ausbeuten von 91 bis 96 %.
Nachteilig bei vielen Varianten der Friedel-Crafts-Acylierung ist die Verwendung großer Mengen an AlCl3, Polyphosphorsäure oder PCl5 für die Darstellung der eingesetzten Säurechloride, die erheblichen Aufarbeitungsaufwand und Abfallvolumen verursachen.
Für die Reaktion von Benzol mit γ-Butyrolacton wurde auch die Verwendung von festen sauren Katalysatoren auf Basis von Zeolithen und Alumosilikaten vorgeschlagen, aber keine Angaben zu ihrer Effizienz gemacht.
Auf diesem Weg ist mit dem Sechsring-Lacton δ-Valerolacton das Siebenring-Keton 1-Benzosuberon zugänglich.

## Eigenschaften
1-Tetralon ist eine klare, hellgelbe bis dunkelbraune Flüssigkeit mit schwachem Geruch, die mit Wasser praktisch nicht mischbar ist. Mit unpolaren organischen Lösungsmitteln ist α-Tetralon mischbar.

## Anwendungen
1-Tetralon lässt sich mit Lithium in flüssigem Ammoniak in einer Birch-Reduktion mit 96%iger Ausbeute zu Tetralin reduzieren.
Bei veränderter Prozessführung und Zugabe von wässriger Ammoniumchlorid-Lösung nach Abdampfen des Ammoniaks wird die Ketogruppe zum sekundären Alkohol reduziert und man erhält 1-Tetralol in 70%iger Ausbeute.
Mit Calcium in flüssigem Ammoniak bei −33 °C erfolgt Reduktion zum 1-Tetralol in 81%iger Ausbeute.
Die zur Ketogruppe α-ständige Methylengruppe ist besonders reaktiv und wird von Formaldehyd in Form des trimeren Paraldehyd in Gegenwart des Trifluoressigsäuresalzes von N-Methylanilin mit Ausbeuten bis 91 % zum 2-Methylen-1-tetralon umgesetzt.
Das 2-Methylenketon ist bei Temperaturen unter −5 °C haltbar, polymerisiert jedoch bei Raumtemperatur innerhalb 12 Stunden vollständig.
Bei der Pfitzinger-Reaktion von Isatin mit 1-Tetralon entsteht die als Tetrophan bezeichnete 3,4-Dihydro-1,2-benzacridin-5-carbonsäure.
Die Reaktivität der α-ständigen Methylengruppe macht sich auch die Reaktion von 1-Tetralon mit Methanol bei 270–290 °C zunutze, bei der unter Dehydrierung und Ausbildung des aromatischen Naphthalin-Ringsystems in 66%iger Ausbeute 2-Methyl-1-naphthol entsteht.
Bei der Reaktion des Oxims von 1-Tetralon mit Acetanhydrid entsteht unter Aromatisierung des Cycloalkanonrings N-(1-Naphthyl)acetamid, das wie 1-Naphthylessigsäure als synthetisches Auxin wirksam ist.
Der bei der Grignard-Reaktion von 1-Tetralon mit Phenylmagnesiumbromid entstehende tertiäre Alkohol reagiert mit Acetanhydrid unter Wasserabspaltung zum 1-Phenyl-3,4-dihydronaphthalin, das mit elementarem Schwefel in einer Gesamtausbeute von ca. 45 % zum 1-Phenylnaphthalin dehydriert wird.
Die Ruthenium(II)-katalysierte Arylierung von 1-Tetralon mittels Phenylboronsäure-neopentylglycolester liefert 8-Phenyl-1-tetralon in bis zu 86%iger Ausbeute.
Mit 5-Aminotetrazol und einem aromatischen Aldehyd reagiert 1-Tetralon in einer Mehrkomponentenreaktion unter Mikrowellenbestrahlung zu einem viergliedrigen heterocyclischen Ringsystem.
Die weitaus wichtigste Anwendung von 1-Tetralon liegt in der Synthese von 1-Naphthol durch aromatisierende Dehydrierung, z. B. an Platin-Katalysatoren bei Temperaturen von 200 bis 450 °C.
1-Naphthol ist Ausgangsstoff für das Insektizid Carbaryl und die Betablocker Propranolol und Nadolol, sowie für das Antidepressivum Sertralin und das Anti-Protozoen-Therapeutikum Atovaquon.
Die Anwendung des 1-Tetralons als Gift gegen Kleidermotten hat sich trotz seines „kaum noch unangenehm auf die menschlichen Sinnesorgane wirkenden Geruchs“ am Markt nicht durchgesetzt.